# Schistosomiasis
Schistosomiasis (vroeger bilharzia) is een infectie met een van de parasitaire wormen Schistosoma mansoni, Schistosoma haematobium, of Schistosoma japonicum. Verder komen nog de minder bekende soorten S. intercalatum en S. mekongi voor. Deze vijf verwante soorten veroorzaken vergelijkbare, maar ietwat verschillende ziektebeelden. Wanneer de ziekte onbehandeld blijft, kan de infectie onder andere de longen, lever, milt, blaas en darm aantasten. Levensgevaar bestaat er meestal niet, maar de kwaliteit van leven kan in ernstige gevallen beduidend worden aangetast. De parasieten worden vooral door zoetwaterslakken verspreid en veroorzaakt naar schattingen van de WHO 250 miljoen besmettingen per jaar met 200.000 doden als gevolg. Schistosomiasis is op malaria na de dodelijkste parasitaire ziekte in de wereld.

## Symptomen en complicaties

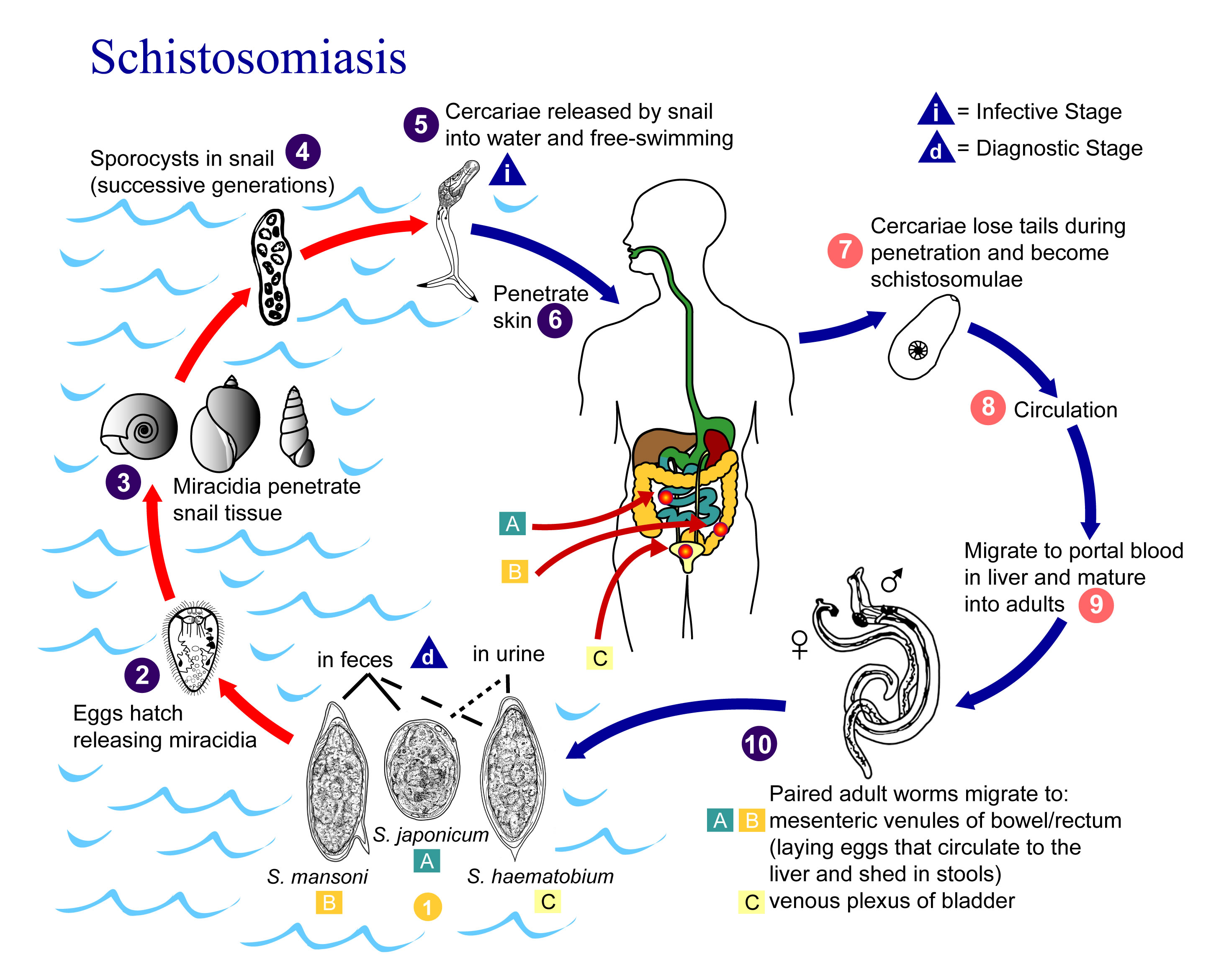
Levenscyclus van Schistosoma

Symptomen zijn weinig specifiek, en hangen sterk af van de ernst van de besmetting. Eén tot twee maanden na besmetting kunnen koorts, rillingen, hoest en spierpijn optreden. Tot de overige symptomen behoren gebrek aan eetlust, gewichtsverlies, een gevoel van slapte, buik-, hoofd- en gewrichtspijn, diarree en misselijkheid. Dit zijn de acute symptomen, die na enkele weken tot enkele maanden weer overgaan. Daarna ontstaat de chronische fase, waarbij een ontsteking ontstaat in blaas of darmen. Pas in een laat stadium (maanden tot jaren) krijgen de patiënten opnieuw klachten (diarree met bloed of bloed in de urine). De longen, milt, lever, darm en blaas kunnen worden aangetast. Schistosoma heamatobium geeft vooral blaasklachten, de andere soorten meer van de darm. De eitjes roepen een immunologische ontstekingsreactie op waar ze terechtkomen, en dat veroorzaakt voornamelijk de symptomen.
Er bestaat tevens een kans dat eitjes in het ruggenmerg of in de hersenen terechtkomen en daar ontstekingen of verlammingen kunnen veroorzaken. Ook is een relatie gelegd tussen bilharzia-infectie en een bepaalde soort blaaskanker.

## Infectie en behandeling

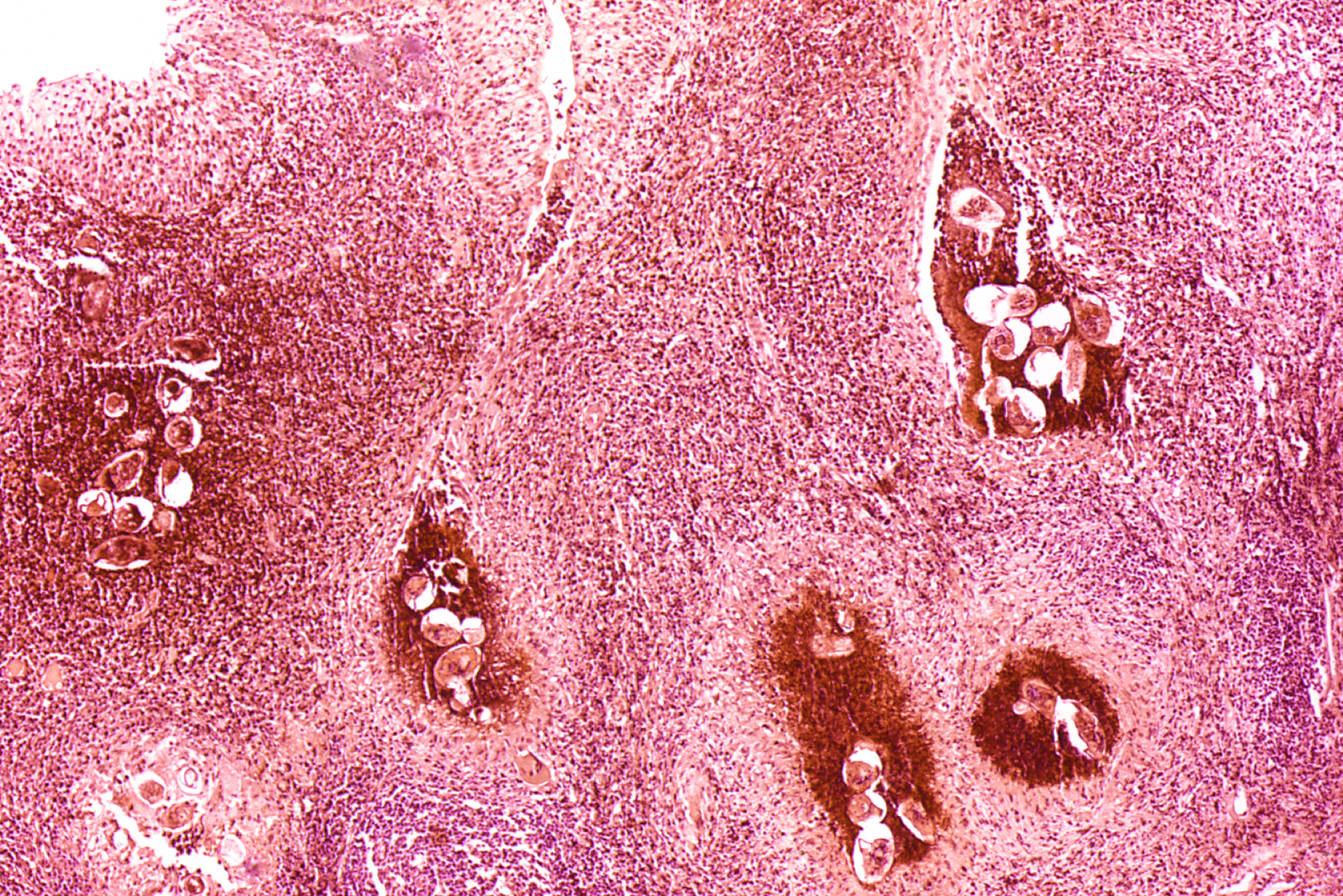
Eieren van Schistosoma haematobium in blaas

De infectie kan worden vermeden door stilstaand zoet water in de tropen te vermijden. Zwemmen in een gechloreerd zwembad kan wel, aangezien de larven door chloor doodgaan. Wassen kan slechts met kraan- of putwater. Oppervlaktewater dient ten minste vijf minuten tot ten minste 50°C te zijn verhit om de larven te doden. Indien deze maatregelen niet mogelijk zijn kan het ook volstaan water pas na drie dagen te gebruiken omdat larven zonder gastheer maar 48 uur in leven blijven.
Wanneer men vermoedt besmet te zijn met de worm moet men bij de arts aangeven dat men in een endemisch gebied is geweest - in België en Nederland komen deze parasitaire wormen niet voor zodat een Belgische of Nederlandse arts er niet snel aan zal denken als deze niet weet dat de patiënt in de tropen is geweest. Er zijn medicijnen die bilharzia effectief kunnen bestrijden en in een vroeg stadium is de infectie betrekkelijk gemakkelijk op te sporen door onderzoek van de urine en/of de feces - daarin zijn de eieren aan te tonen. De late symptomen ontstaan vooral door verlittekening van de blaas- en darmwand en worden niet meer beter door eventueel nog aanwezige wormen te doden.
Behandeling van kleine kinderen werd mogelijk na ontwikkeling van arpraziquantel dat in tegenstelling tot eerdere middelen acceptabel van smaak is.